# Antonivka, Kompaniivka
Antonivka (în ucraineană Антонівка) este un sat în comuna Holubievîci din raionul Kompaniivka, regiunea Kirovohrad, Ucraina.

## Demografie
Componența lingvistică a localității Antonivka
     Ucraineană (93,81%)
     Rusă (4,12%)
     Română (2,06%)
Conform recensământului din 2001, majoritatea populației localității Antonivka era vorbitoare de ucraineană (93,81%), existând în minoritate și vorbitori de rusă (4,12%) și română (2,06%).